# سیمون براون (بازیکن فوتبال، زاده ۱۹۷۶)
سیمون براون (انگلیسی: Simon Brown؛ زادهٔ ۳ دسامبر ۱۹۷۶) بازیکن فوتبال اهل بریتانیا است.
از باشگاه‌هایی که در آن بازی کرده‌است می‌توان به باشگاه فوتبال کمبریج یونایتد، باشگاه فوتبال فولام، باشگاه فوتبال دارلینگتون، باشگاه فوتبال کولچستر یونایتد، باشگاه فوتبال تاتنهام هاتسپر، باشگاه فوتبال هیبرنین، باشگاه فوتبال لینکولن سیتی، باشگاه فوتبال ولینگ یونایتد، باشگاه فوتبال برنتفورد، باشگاه فوتبال آیلزبری یونایتد، باشگاه فوتبال کینگستونیان، و باشگاه فوتبال نورث‌همپتون تاون اشاره کرد.